# Elmer City
Elmer City – miasto w Stanach Zjednoczonych, w stanie Waszyngton, w hrabstwie Okanogan.